# Vila Katarina
Vila Katarina je bila ne-strokovna, ne-profitna in ne-institucionalna galerija v Ljubljani. Delovala je od leta 1988 do 1998 in nato s presledki še do 2005. Ustanovila in vodila jo je Milena Kosec. V 90. letih je bila aktualen zasebni razstavni prostor predvsem za kiparske razstave v običajnem bivalnem in vrtnem okolju za razliko od takrat močno uveljavljene bele galerijske kocke. Bila je prizorišče novih umetniških iskanj, prostorskih postavitev in večplastnih dogodkov. S svojim delovanjem je rušila do tedaj uveljavljene predstave o galerijski dejavnosti in kiparstvu. Pobudnica kiparskih razstav v vrtu je bila kiparka Rene Rusjan. Največkrat je razstavljala in vpeljevala nove pristope kiparka Anja Anamarija Šmajdek.   
Še pred javnim delovanjem galerije je leta 1987 prvi razstavljal kipar Janez Pirnat in s tem vzpodbudil galerijsko dejavnost. 

## Pregled izbranih razstav in dogodkov

### Kiparske razstave v notranjih prostorih:
Janez Boljka: Bronaste plastike in oljne slike,1988,
Tone Demšar, Reliefi in plastike (glina), 1988,
Peter Černe, Plastike (barvan les,barvana žgana glina), 1989,
Lujo Vodopivec: Kopija privatnega, kopija realnega (prostorska postavitev kipov), 1993,
Mirko Bratuša (kipi) in Silvester Plotajs Sicoe (slike): Nova dela, 1995,
Anamarija Šmajdek: Salonski portretki, 1995. 

### Kiparske razstave v vrtu:
Prva je razstavljala kiparka Rene Rusjan: Kipi in odprti prostor, 1990. 
Sledila je serija razstav Mladi slovenski kiparji: 
Mirko Bratuša in Darko Golija: Kipi v vrtu, 1991, 
Jože Barši: Kiparska razstava, 1993 in 
Dušan Zidar: Mimikrija kontinentov, 1994.  
Njim je sledila kiparka Dragica Čadež: Poletni vrt, 1994   
in še razstavi po zaključku delovanja:  
Roman Makše: PERGOLA / POLETJE / VILA KATARINA 2004,  
Dragica Čadež: Zgodba o drevesu, Vrtni ambient, 2005.

### Novi pojavi - posebne postavitve in dogodki:
Christof Zirkelbach: Ambienti, sobe,1989,
Anamarija Šmajdek in Boštjan Novak: Snežni kipi, Pokljuka, 1992,
Anamarija Šmajdek: Dražba tortnih - pojejmo jih - umetnin, 
Hotel Lev, Ljubljana, 1992,
Anamarija Šmajdek: Grafični odtisi, 1995,
Rene Rusjan:  Luknje v prostoru, luknje v času (dnevna in nočna postavitev), 1996,
Bogdana Herman, Milena Kosec, Anamarija Šmajdek: Praholovci, 1996,
Vlasta Delimar: Razstava in performance, 1996,
Nives Zalokar: Omara 1997,
Giovani Morbin SUPERFICIE TOTALE, 1998,
Žiga Okorn: Podoba tvoje odprtosti, 1998 - še traja
Nebojša Šerić - Šoba: Montaža satelitske antene (v organizaciji galerije ŠKUC pod vodstvom Gregorja Podnarja), 1999. 
Na zelenjavnem vrtu Vile Katarina je bila 14. maja 1992 rojena Državica Ptičjestrašilna. Milena Kosec je bila imenovana za njeno uradno pooblaščeno posvečenko. Za potrebe Državice Ptičjestrašilne je ing. Marko Peljhan, Projekt Atol  8. junija 1998 ob 20.30 z zelenice pred Vilo Katarina izstrelil raketo MONOLIT.
Skupinska razstava Svetlobni kipi v vrtu, 1998  naj bi zaključila galerijsko dejavnost v Vili Katarina. Na njaj so razstavljali: Boštjan Drinovec, Darko Golija, Robert Ograjenšek, Rene Rusjan, Primož Seliškar, Mojca Smerdu in Anamarija Šmajdek. 